# بوژخوو
بوژخوو (به لهستانی:  Borzechów) یک روستا در لهستان است که در گمینا بوژخوو واقع شده‌است.